# فصل منطقی
در منطق و ریاضیات، فصل منطقی (به انگلیسی: Logical disjunction) یا همان «یا» یک عملگر منطقی دوتایی است، که نتیجۀ آن در صورتی که حداقل یکی از عملوندهای آن درست باشد، درست خواهد بود و در غیر این صورت نادرست است.

## جدول درستی
| {\displaystyle p\lor q} | {\displaystyle q} | {\displaystyle p} |
| ----------------------- | ----------------- | ----------------- |
| د                       | د                 | د                 |
| د                       | ن                 | د                 |
| د                       | د                 | ن                 |
| ن                       | ن                 | ن                 |